# Akodon oenos
Akodon spegazzinii là một loài động vật có vú trong họ Cricetidae, bộ Gặm nhấm. Loài này được Braun, Mares, & Ojeda mô tả năm 2000.